# Илибагиза, Иммакуле
Иммакуле Илибагиза (фр. Immaculée Ilibagiza; 1972 г.р.) — руандийско-американская писательница и мотивационный оратор.
Её первая книга «Оставлена рассказать: открытие Бога среди руандийского холокоста» (Left to Tell: Discovering God Amidst the Rwandan Holocaust, 2006 г.) — автобиографическая работа, в которой подробно рассказывается, как она выжила во время в геноцида в Руанде. Она выступала в одной из программ Уэйна Дайера на PBS, а также 3 декабря 2006 года в сегменте телешоу 60 минут (который был повторно показан 1 июля 2007 года).

## Жизнь и творчество
В своей первой книге Иммакули Илибагиза описывает свой опыта во время геноцида в Руанде 1994 года. Она выживала в течение 91 дня с семью другими женщинами в маленькой ванной, размером не более 3 футов (0,91 м) на 4 фута (1,2 м). Ванная комната была скрыта за шкафом в доме пастора хуту. Во время геноцида большая часть семьи Илибагизы (мать, отец и два её брата Дамаскен и Вианней) были убиты боевиками хуту из интерахамве. Кроме нее самой, единственным выжившим в семье оказался её брат Эмэбл, который учился за пределами страны (в Сенегале). Илибагиза рассказывает, как католическая вера помогла ей пройти через испытания, и описывает своё прощение и сострадание к убийцам её семьи.
Вторая книга Илибагизы, «Ведомая верой: восстание из пепла руандийского холокоста» (Led by Faith: Rising from the ashes of the Rwandan Holocaust, 2008), продолжается с того места, где она остановилась в предыдущей. Она рассказывает свою историю выживания сразу после пережитого ею геноцида. В нем описывается, как её поддерживала вера в Бога, когда она снова пыталась найти своё место в мире, и как она искала и поддерживала других сирот. Наконец она находит безопасное убежище в Соединенных Штатах.
В 2006 году о её истории номинированными на премию Оскар документалистами Питером ЛеДонном и Стивом Калафером был выпущен короткометражный документальный фильм «Дневник Иммакуле» (The Diary of Immaculée).
Илибагиза выступает по миру с лекциями и является лауреатом Премии Махатмы Ганди за примирение и мир 2007 года. В 2012 году она была спикером на конференции христианских ученых в Университете Липскомб.
В 2013 году Илибагиза стала натурализованной гражданкой США. Она изучала электротехнику и машиностроение в Национальном университете Руанды и получила почетные докторские степени в Университете Нотр-Дам в 2007 году и Университете Сент-Джонс в 2008 году